# SQL/PSM
SQL/PSM — стандарт для SQL/Persistent Stored Modules (постоянно хранимые модули), разработанный Американским национальным институтом стандартов (ANSI) в качестве расширения SQL. Впервые был принят в 1996. Стандарт поддерживает процедурное программирование в дополнение к выражениям запроса языка SQL.
Расширение SQL/PSM закреплено стандартом ISO/IEC 9075-4:2003. SQL/PSM стандартизирует процедурное расширение для SQL, включая управление потоком выполнения, обработку условий, обработку флагов состояний, курсоры и локальные переменные, а также присваивание выражений переменным и параметрам. Более того, SQL/PSM формализирует объявление и поддержку постоянных подпрограмм языков баз данных (например, «хранимых процедур»).

## Дополнительные источники
- Некоторые примеры SQL/PSM-функций  (англ.)  (Дата обращения: 14 октября 2009)